# (12785) 1995 ST
(12785) 1995 ST es un asteroide perteneciente al cinturón de asteroides, descubierto el 19 de septiembre de 1995 por Stephen P. Laurie desde el Church Stretton Observatory, Church Stretton, Inglaterra.

## Designación y nombre
Designado provisionalmente como 1995 ST.

## Características orbitales
1995 ST está situado a una distancia media del Sol de 2,295 ua, pudiendo alejarse hasta 2,479 ua y acercarse hasta 2,111 ua. Su excentricidad es 0,080 y la inclinación orbital 7,321 grados. Emplea 1269,77 días en completar una órbita alrededor del Sol.

## Características físicas
La magnitud absoluta de 1995 ST es 14,57. Tiene 2,753 km de diámetro y su albedo se estima en 0,585.